# Mick Abrahams
Pour les articles homonymes, voir Abrahams.
 (janvier 2017).
Michael Timothy Abrahams dit Mick, né le 7 avril 1943 à Luton, Bedfordshire en Angleterre, est le guitariste cofondateur du groupe Jethro Tull. Il apprend d'abord la guitare au début des années 1960 et joue dans divers groupes locaux, d'abord rock and roll puis lentement se dirige vers le blues. En 1967, il forme le groupe Jensen's Moods qui changera de nom pour devenir McGregor’s Engine avec Pete Fensome au chant, Andy Pyle à la basse et Clive Bunker à la batterie. Mick attire l'attention de Ian Anderson lorsque McGreegor's Engine fait la première partie du John Evan Band lors d'un concert dans un bar en 1967 à Luton, Bedfordshire. Plus tard la même année, il est invité à joindre Jethro Tull avec le bassiste Glenn Cornick et Clive Bunker, donnant ainsi vie à la formation originale du groupe. Il enregistre le premier album de Jethro Tull, This Was en 1968, mais des conflits avec le chanteur Ian Anderson sur l'avenir musical du groupe provoquent son départ. Abrahams veut continuer sur une voie rock/blues, alors qu'Anderson privilégie des influences jazz et folk.

## Carrière
Abrahams fonde alors le groupe Blodwyn Pig avec Jack Lancaster au saxophone, Andy Pile à la basse et au chant ainsi que Ron Berg à la batterie : ils publient deux albums puis Abrahams quitte le groupe. Il est remplacé par l'ex-guitariste du groupe Yes, Peter Banks, ainsi que Larry Wallis à la guitare et au chant, Clive Bunker, ex-Jethro Tull, remplace Ron Berg comme batteur. Le groupe poursuit jusqu'en 1974 sous le nom de Blodwyn. Toutefois avant d'avoir eu le temps d'enregistrer quoi que ce soit, il se dissout. Entretemps, Mick forme le Mick Abrahams Band puis entame une carrière solo, avant de reformer Blodwyn Pig en 1993, avec toujours Andy Pyle à la basse de retour dans la formation, Dick Heckstall-Smith et Bernie Hetherington au saxophone, Bruce Boardman aux claviers ainsi que son compère de Jethro Tull, Clive Bunker à la batterie. Mais la formation sera mouvante au fil des albums, Dave Lennox aux claviers, Mike Summerland à la basse et Graham Walker à la batterie viendront remplacer les membres initiaux.
À la fin des années 1990, Abrahams provoque une polémique chez les fans de Jethro Tull en formant le This Was Band, d'après le titre du premier album de Tull. Formé, outre Abrahams à la guitare et au chant, de Mike Summerland à la basse, de Paul Burgess à la batterie et aux percussions ainsi que de Steve Dundon à la flûte et au chant. En 1998, ils publient l'album live Mick Abrahams And The This Was Band – This Is ! sur lequel ils reprennent des classiques de la première heure de Jethro Tull, dont Cat's Squirrel, Serenade To A Cuckoo et Song For Jeffrey entre autres.
Selon le site officiel de Mick Abrahams, ce dernier aurait eu une crise cardiaque en novembre 2009, et se devrait de récupérer et se reposer avant de se remettre au travail. Puis en avril 2010, toujours selon son site officiel, Mick souffrirait de la Maladie de Menière, qui est une maladie de l’ensemble du labyrinthe membraneux de l'oreille interne, de cause inconnue (affection idiopathique). Ce qui lui cause à nouveau un repos forcé d'une année supplémentaire. En décembre 2013, il poste sur son site une mise à jour sur ses problèmes de santé latents, en mentionnant toutefois l'espoir de pouvoir revenir en force dès que possible et exprime le désir de produire un album solo pour 2014. En 2015, il annonce la sortie de ce nouvel album solo Revived ! avec plusieurs invités, dont son remplaçant au sein de Jethro Tull, Martin Barre.

## Discographie

### Jethro Tull
- 1968 : This Was

### Blodwyn Pig - Première époque

#### Albums studio
- 1969 : Ahead Rings Out
- 1970 : Getting to This

#### Albums live
- 1994 : All Tore Down - Live
- 1997 : Live at The Lafayette - Album Pirate
- 1998 : The Full Porky - Live In London 1991
- 1999 : Live At the Fillmore West: August 3rd, 1970 - Album Pirate
- 1999 : On Air: Rare Singles & Radio Sessions 1969-1989 - Album Pirate
- 2000 : The Basement Tapes
- 2002 : Live at the Marquee Club London 1974 - Album Pirate Officiel
- 2003 : Rough Gems - Album Pirate Officiel no 2
- 2012 : Radio Sessions '69 to '71

#### Compilations
- 2004 : All Said And Done - Coffret 3 CD
- 2013 : Pigthology

### Mick Abrahams Band
- 1971 : A Musical Evening with Mick Abrahams
- 1972 : At Last
- 1997 : Live In Madrid
- 2008 : Amongst Vikings

### Solo
- 1975 : Have Fun Learning The Guitar with Mick Abrahams
- 1991 : All Said And Done
- 1996 : Mick's Back
- 1996 : One
- 2000 : Novox (Instrumental)
- 2000 : The Very Best of ABY (Compilation)
- 2001 : Music to the Play "A Midsummer Night's Dream"
- 2001 : This Was The First Album Of Jethro Tull
- 2002 : The Best of ABY Vol.2 (Compilation)
- 2002 : How Many Times (Avec Sharon Watson)
- 2003 : Can't Stop Now
- 2005 : Back With The Blues Again
- 2005 : Leaving Home Blues
- 2008 : 65... The Music
- 2013 : Hoochie Coochie Man - The Lost Studio Album
- 2015 : Revived !

### Blodwyn Pig II - Nouvelle formation du groupe
- 1993 : Lies
- 1996 : Pig In The Middle
- 2000 : See My Way
- 2011 : Times Have Changed - Réédition de l'album Lies de 1993

### Mick Abrahams And The This Was Band
- 2001 : This is - Album Live

### Participations
- 1971 : El Pea - Artistes variés - Mick joue sur la dernière chanson de l'album, Greyhound bus.
- 2007 : Itullians de Beggar's Farm - Groupe italien hommage à Jethro Tull. Avec comme invités spéciaux, Bernardo Lanzetti ex-PFM et ex-Aqua Fragile au chant et les ex-Jethro Tull, Jonathan Noyce à la basse, Clive Bunker à la batterie et bien sûr Mick Abrahams à la guitare.